# Chiquita Brands International
Chiquita Brands International Inc. és un productor i distribuïdor nord-americà de bananes i altres productes. La companyia opera sota una sèrie de noms de marca subsidiaris, inclosa la marca insígnia de Chiquita i amanides Fresh Express. Chiquita és el principal distribuïdor de bananes als Estats Units. És la companyia successora de la controvertida United Fruit Company. La seva seu central es troba a Charlotte (Carolina del Nord).

## Història

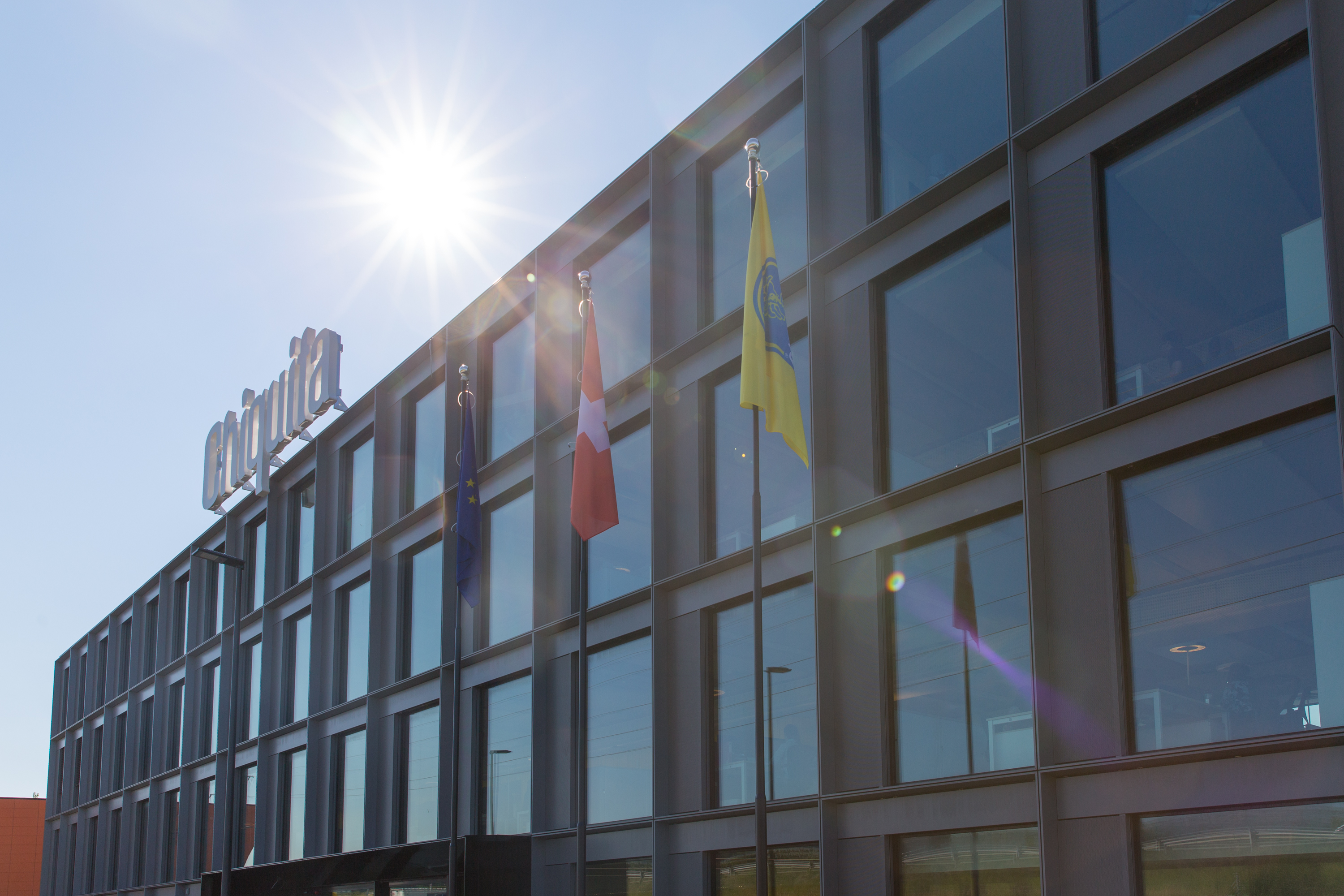
Seu de Chiquita a Etoy, Suïssa

Chiquita Brands International va ser fundada el 1899 amb el nom de United Fruit Company per l'empresari de ferrocarrils nord-americà Minor Keith, nebot de Henry Meiggs.
El 1928, empleats colombians de la companyia van protestar per les males condicions de treball a les hisendes bananeres de la firma; l'empresa va exigir el govern que els reprimís i aquest va actuar en l'anomenada «massacre de les Bananeres», on haurien mort diversos centenars de treballadors. En la seva novel·la Cent anys de solitud, Gabriel García Márquez evoca aquesta tragèdia on van morir més de 1800 treballadors.

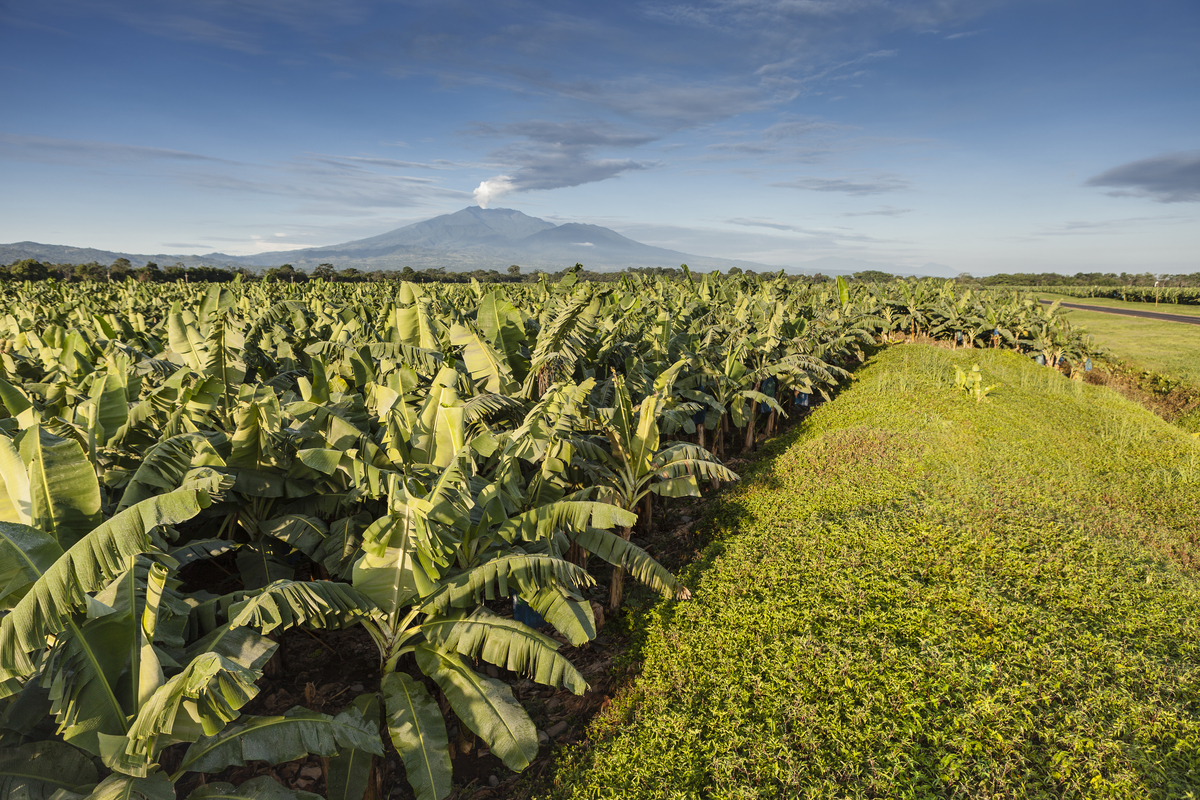
Plantació de plàtans Chiquita a Costa Rica. Al fons el volcà Turrialba.

El 1970 la companyia es va convertir en United Brands Company, després de fusionar-se amb un competidor, i el 1990 es va transformar en Chiquita Brands International. Chiquita va ser controlada pel multimilionari de Cincinnati Carl H. Lindner Jr., la propietat del qual sobre la majoria de la companyia va acabar el 19 de març de 2002.

## Problemes, denúncies i controvèrsies

### Controvèrsia delCincinnati Enquirer

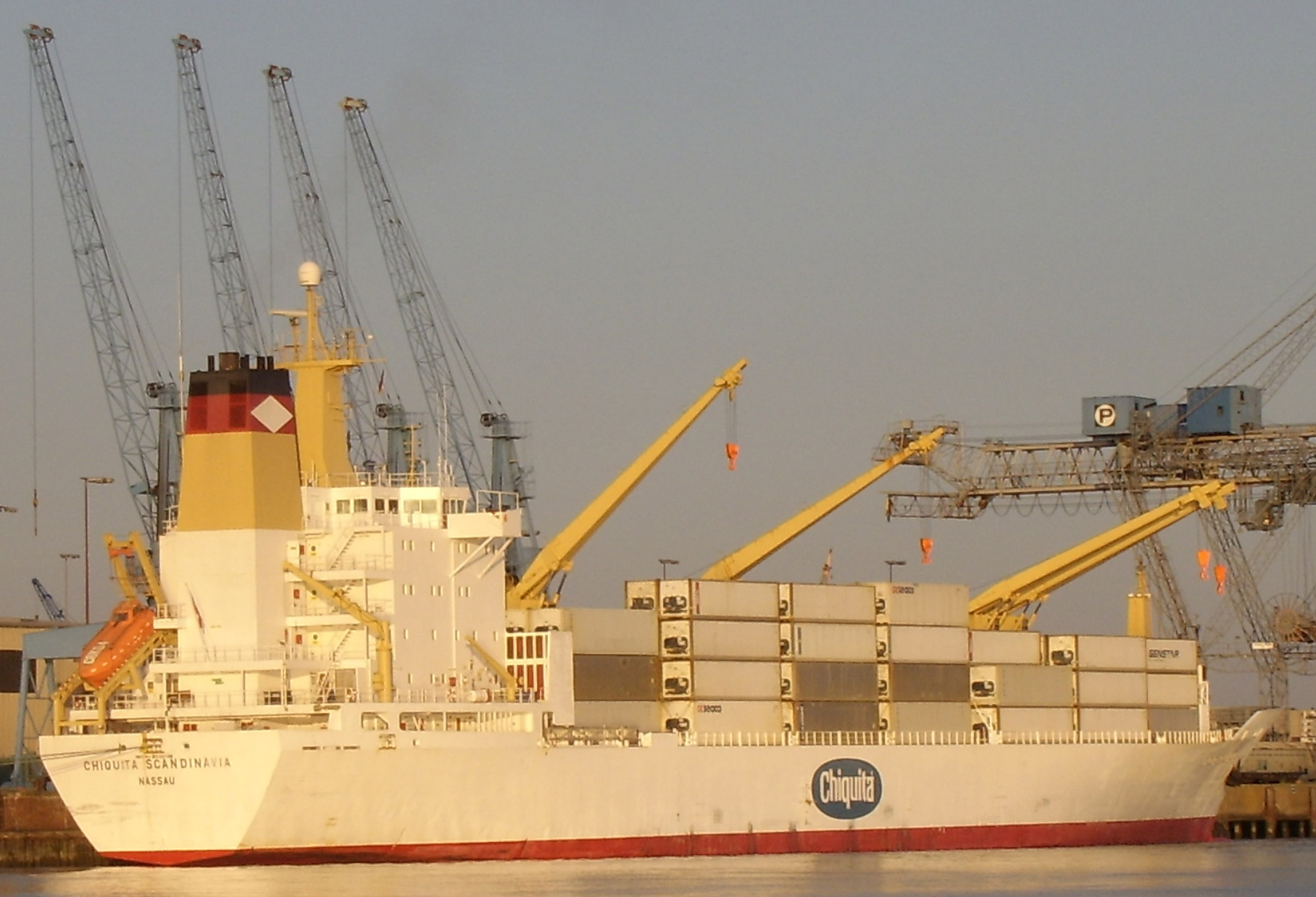
Chiquita Scandinavia, una antigua embarcación de Chiquita Brands International..

El 3 de maig de 1998, el diari Cincinnati Enquirer va publica en una secció de la pàgina 18 un reportatge titulat «Els secrets de Chiquita revelats». Els articles escrits pels reporters investigadors Michael Gallagher i Cameron McWirther van fer acusacions a la companyia a les seves plantacions a Amèrica Central per contaminar l'ambient, permetre l'ingrés de cocaïna als Estats Units a les seves embarcacions, subornant funcionaris estrangers, evadint les lleis de les nacions estrangeres sobre propietat de terrenys i per evitar un sindicat de treballadors.
Chiquita va negar totes les acusacions, va demandar després que es va revelar que Gallagher va infiltrar el sistema de correu de veu de Chiquita (cap evidència va revelar la participació de McWirther al crim). El juny de 1998 l'Enquirer es va retractar, va publicar una disculpa a primera plana i va pagar a la companyia diversos milions de dòlars; el Columbia Journalism Review va divulgar que les quantitats eren de catorze i cinquanta milions de dòlars i el resum anual de Chiquita esmenta «un excés de deu milions». Un dels reporters, Gallagher va ser acomiadat. Chiquita no ha desafiat formalment cap de les demandes efectives aixecades en els articles originals.

### Pagaments per protecció als grups paramilitars (Colòmbia)
Durant els anys noranta ia principis de la dècada del 2000, Chiquita i altres empreses internacionals es van enfrontar a la inestable situació política existent a Colòmbia. En aquell moment era una pràctica comuna per als grups paramilitars extorsionar les empreses i terroritzar el poble colombià mitjançant segrestos i assassinats. Com que la seguretat en l'àmbit rural continuava deteriorant-se durant la dècada dels anys noranta i al començament del segle xxi, cada vegada era més difícil mantenir les deplorables condicions laborals dels seus empleats sense repercussions sindicals, per la qual cosa l'empresa va decidir fer pagaments per garantir la continuació del seu improcedent sistema laboral i el seu creixement exponencial al territori colombià. actors armats i es discuteix la seva participació a promoure la inestabilitat de Colòmbia no només durant la dècada dels noranta i primera dècada dels 2000, sinó que històricament la seva participació ha estat activa a promoure la violència tal com va passar el 1928. El 2001, el Departament de Justícia nord-americà va promulgar una llei que prohibia a les empreses nord-americanes pagar organitzacions terroristes estrangeres. Davant d'aquestes noves circumstàncies, els pagaments realitzats per Chiquita constituïen ara una violació de la legislació dels Estats Units i representaven un dilema moral i legal a gran escala: l'empresa complia la llei i deixava de pagar, posant en perill la vida dels seus empleats, o bé continuava anteposant la seguretat dels seus empleats i de les seves famílies i infringia la llei. Chiquita va decidir cooperar amb el Departament de Justícia dels Estats Units i es va oferir a declarar voluntàriament.
El 14 de març de 2007 Chiquita Brands va ser multada per vint-i-cinc milions de dòlars com a part d'un cas pel Departament de Justícia dels Estats Units per tenir llaços amb els grups paramilitars colombians. Segons documents de la Cort, entre 1997 i 2004, alts funcionaris de la corporació van pagar aproximadament U$ 1,7 milions a les Autodefenses Unides de Colòmbia, les AUC, a canvi de la protecció d'empleats a les plantacions de plàtans que es recollien a Colòmbia, també desposseint per força de les seves terres als camperols propers per estendre's més i més amb complicitat del govern Colombià. Chiquita Brands va admetre en una cort federal que la companyia va pagar al grup armat il·legal colombià per protegir els seus empleats. Com a part d?un acord entre els querellants, la Companyia es va declarar culpable de fer negocis amb una organització terrorista. A canvi, la companyia pagarà vint-i-cinc milions de dòlars i els documents de la cort no revelaran les identitats dels executius que van aprovar els pagaments il·legals de protecció.
Chiquita enfronta actualment càrrecs seriosos en un plet publicat el juny del 2007. Segons Terry Collingsworth, advocat de cent setanta-tres famílies víctimes de les milícies de les AUC, aquest cas pot posar fora del negoci Chiquita, ja que «pot ser el cas de terrorisme més gran de la història. En termes de morts, aquest és de la grandària de tres Atemptats de l'11 de setembre de 2001|atacs al World Trade Center]». Al juny 10 de 2024, l'empresa va ser trobada responsable de finançar els grups paramilitars colombians.

### Violacions dels drets dels treballadors (Colòmbia)

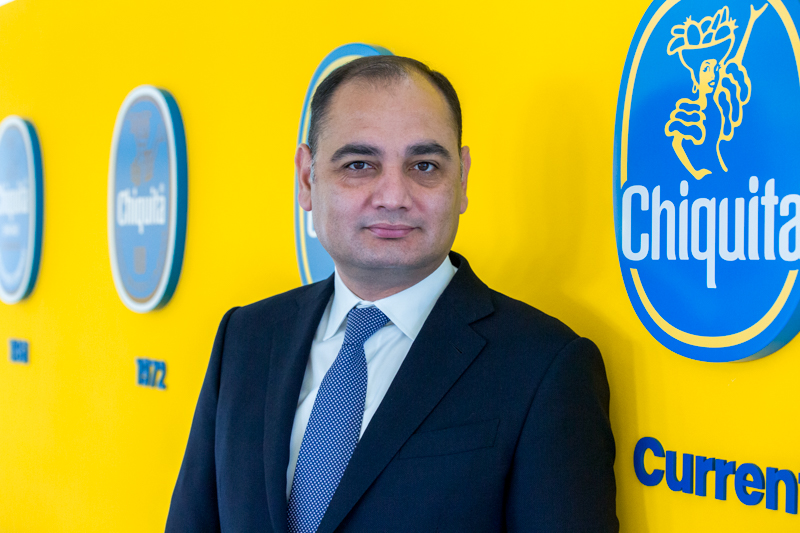
Carlos López Flores, President de Chiquita

Al maig de 2007, l'ONG francesa Peuples Solidaires va acusar públicament la Companyia Bananera Atlàntica Limitada (COBAL), una subsidiària de Chiquita, per tenir coneixements de violacions dels drets fonamentals dels treballadors i de posar en perill la seva salut i la de les seves famílies, al·legant que la signatura de plàtans ha exposat negligentment a treballadors a la plantació de Coyol (Colòmbia) als pesticides altament tòxics en múltiples ocasions. A més, Peuples Solidaires acusa la companyia d'usar una milícia privada per intimidar treballadors. Finalment, Peuples Solidaires demana que Chiquita, malgrat un acord regional entre la companyia i les unions locals que requerien la investigació ràpida de greuges, no ha fet cas de certes queixes de la unió per més d'un any.

## En la cultura popular
Aquesta marca i la música associada a ella apareixen en l'episodi «La culpa és de la Lisa», que pertany a la tretzena temporada d'Els Simpson. En aquest episodi, durant la seva estada a l'hotel brasiler, Bart i Homer parodien Carmen Miranda i la marca és esmentada durant la petita cançó del gag.